# Adrien Tameze
Adrien Fidele Tameze Aoutsa (Lilla, 4 febbraio 1994) è un calciatore francese con cittadinanza camerunense, centrocampista del Torino.

## Caratteristiche tecniche
Centrocampista che abbina qualità e quantità, ricopre solitamente il ruolo di mediano, ma grazie alla sua duttilità e intelligenza tattica può giocare anche mezzala o da difensore centrale, ruolo in cui si è contraddistinto nella stagione 2023/2024.

## Carriera

### Club
Cresciuto nei settori giovanili di Lilla, Wasquehal e Nancy, nel 2015 esordisce in campionati professionistici con il Valenciennes.
Il 9 giugno 2017 viene acquistato dal Nizza.
Il 31 gennaio 2020 viene ceduto in prestito con diritto di riscatto all'Atalanta. Esordisce con i bergamaschi in Serie A l'8 febbraio nella trasferta in casa della Fiorentina, subentrando nel finale ad Alejandro Gomez. Il 3 agosto il club francese annuncia il ritorno del centrocampista.
Il 3 settembre 2020 viene acquistato dall'Hellas Verona, legandosi al club con un contratto quadriennale. Il 12 dicembre seguente realizza la sua prima rete in massima serie nel successo per 1-2 in casa della Lazio, dove l'Hellas non vinceva dal 1984. In tre anni mette insieme 114 presenze  e 5 gol.
Il 23 luglio 2023 viene ceduto al Torino per 2,8 milioni di euro.

### Nazionale
In possesso sia della cittadinanza francese che di quella camerunense, Tameze militò nelle selezioni giovanili transalpine fino all'Under-18. Convocato nell'agosto del 2018 dal commissario tecnico Clarence Seedorf, Tameze declinò l'invito a rappresentare il  Camerun, preferendo rimandare la scelta definitiva tra le due nazionali.

## Statistiche

### Presenze e reti nei club
Statistiche aggiornate al 24 maggio 2025.
| Stagione            | Squadra             | Campionato          | Campionato | Campionato | Coppe nazionali | Coppe nazionali | Coppe nazionali | Coppe continentali | Coppe continentali | Coppe continentali | Altre coppe | Altre coppe | Altre coppe | Totale | Totale |
| Stagione            | Squadra             | Comp                | Pres       | Reti       | Comp            | Pres            | Reti            | Comp               | Pres               | Reti               | Comp        | Pres        | Reti        | Pres   | Reti   |
| ------------------- | ------------------- | ------------------- | ---------- | ---------- | --------------- | --------------- | --------------- | ------------------ | ------------------ | ------------------ | ----------- | ----------- | ----------- | ------ | ------ |
| 2012-2013           | Nancy               | L1                  | 0          | 0          | CF+CdL          | 2+0             | 0               | -                  | -                  | -                  | -           | -           | -           | 2      | 0      |
| 2015-2016           | Valenciennes        | L2                  | 21         | 1          | CF+CdL          | 1+1             | 0               | -                  | -                  | -                  | -           | -           | -           | 23     | 1      |
| 2016-2017           | Valenciennes        | L2                  | 35         | 0          | CF+CdL          | 0+1             | 0               | -                  | -                  | -                  | -           | -           | -           | 36     | 0      |
| Totale Valenciennes | Totale Valenciennes | Totale Valenciennes | 56         | 1          |                 | 3               | 0               |                    | -                  | -                  |             | -           | -           | 59     | 1      |
| 2017-2018           | Nizza 2             | N2                  | 3          | 0          | -               | -               | -               | -                  | -                  | -                  | -           | -           | -           | 3      | 0      |
| 2017-2018           | Nizza               | L1                  | 26         | 0          | CF+CdL          | 1+2             | 0               | UCL+UEL            | 1+6                | 0+1                | -           | -           | -           | 36     | 1      |
| 2018-2019           | Nizza               | L1                  | 37         | 0          | CF+CdL          | 2+1             | 0               | -                  | -                  | -                  | -           | -           | -           | 40     | 0      |
| 2019-gen. 2020      | Nizza               | L1                  | 8          | 1          | CF+CdL          | 0+1             | -               | -                  | -                  | -                  | -           | -           | -           | 9      | 1      |
| Totale Nizza        | Totale Nizza        | Totale Nizza        | 71         | 1          |                 | 7               | 0               |                    | 7                  | 1                  |             | -           | -           | 85     | 2      |
| gen.-giu. 2020      | Atalanta            | A                   | 7          | 0          | CI              | 0               | 0               | UCL                | 2                  | 0                  | -           | -           | -           | 9      | 0      |
| 2020-2021           | Verona              | A                   | 33         | 1          | CI              | 2               | 0               | -                  | -                  | -                  | -           | -           | -           | 35     | 1      |
| 2021-2022           | Verona              | A                   | 38         | 4          | CI              | 2               | 0               | -                  | -                  | -                  | -           | -           | -           | 40     | 4      |
| 2022-2023           | Verona              | A                   | 37+1       | 0          | CI              | 1               | 0               | -                  | -                  | -                  | -           | -           | -           | 39     | 0      |
| Totale Verona       | Totale Verona       | Totale Verona       | 108+1      | 5          | -               | 5               | 0               | -                  | -                  | -                  | -           | -           | -           | 114    | 5      |
| 2023-2024           | Torino              | A                   | 29         | 0          | CI              | 2               | 0               | -                  | -                  | -                  | -           | -           | -           | 31     | 0      |
| 2024-2025           | Torino              | A                   | 20         | 0          | CI              | 2               | 0               | -                  | -                  | -                  | -           | -           | -           | 22     | 0      |
| Totale Torino       | Totale Torino       | Totale Torino       | 49         | 0          | -               | 4               | 0               | -                  | -                  | -                  | -           | -           | -           | 53     | 0      |
| Totale carriera     | Totale carriera     | Totale carriera     | 294+1      | 7          |                 | 21              | 0               |                    | 9                  | 1                  |             | -           | -           | 325    | 8      |